# Mitsuru Chiyotanda
Mitsuru Chiyotanda (千代反田 充?, Chiyotanda Mitsuru; Fukuoka, 1º giugno 1980) è un ex calciatore giapponese, di ruolo difensore.

## Palmarès
- Campionato giapponese: 1

Nagoya Grampus: 2010